# 晴明神社

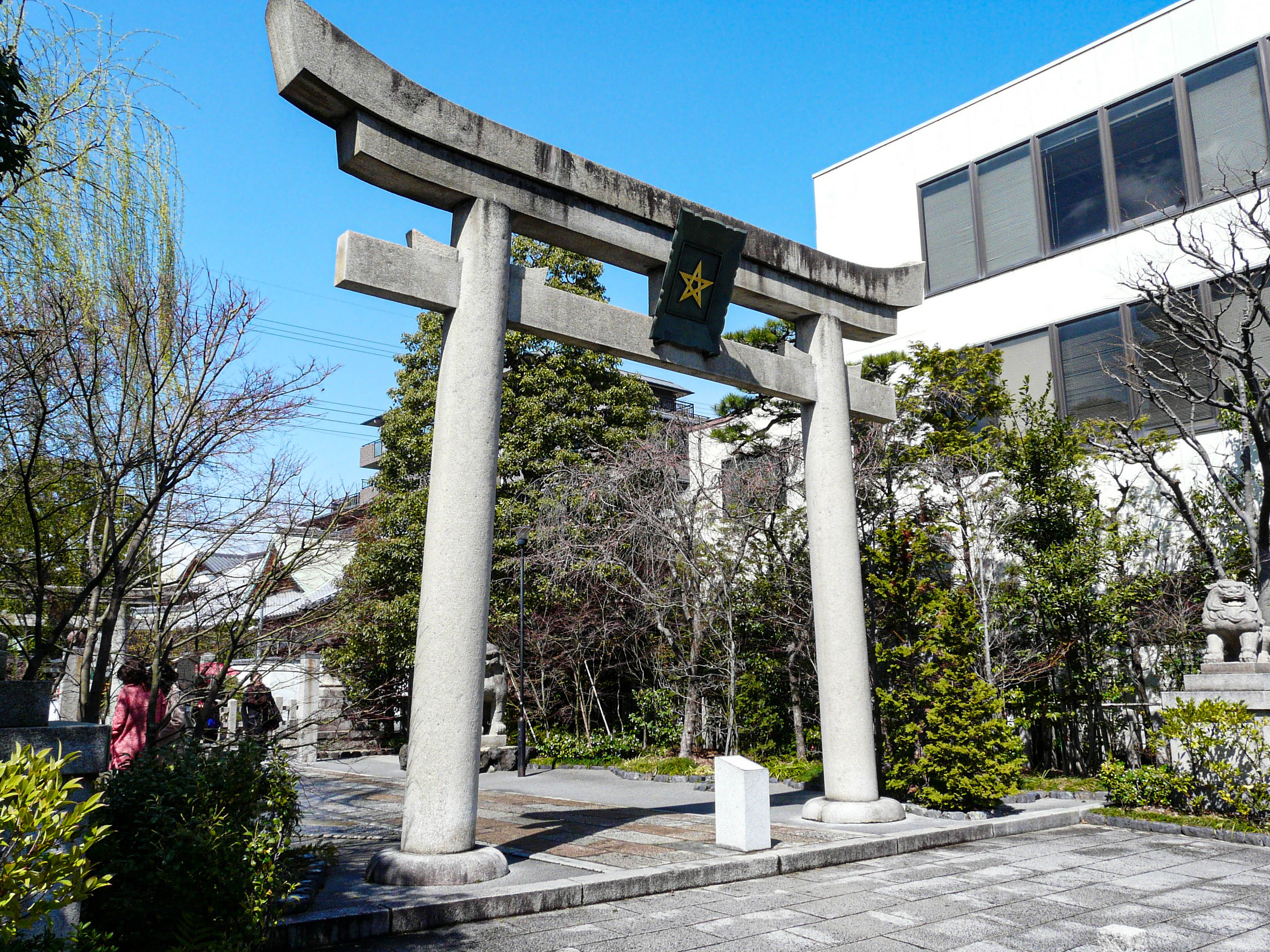
境内入り口の一之鳥居

晴明神社（せいめいじんじゃ）は、京都市上京区晴明町にある神社。安倍晴明を主神とし、倉稲魂命を合祀した。一条戻橋のたもと（北西）にあった晴明の屋敷跡に鎮座する。全国各地に同名の神社が存在する。旧社格は村社。

## 歴史
寛弘2年（1005年）に晴明が亡くなると、時の一条天皇はその遺業を賛え、晴明は稲荷神の生まれ変わりであるとして、寛弘4年（1007年）、屋敷跡に晴明を祀る神社を創建した。当時の境内は東は堀川通、西は黒門通、北は元誓願寺通、南は中立売通まであり、かなり広大であった。しかし、度重なる戦火や、豊臣秀吉の都市整備などにより次第に社域を縮小し、社殿も荒れたままの状態となる。また、隣接して千利休の屋敷が設けられていた。
安政元年（1854年）の京都大火と天明の大火により社記を焼失し、神社の詳しい由緒などは不明になってしまった。
幕末以降、氏子らが中心となって社殿・境内の整備が行われている。明治時代になると村社に列せられた。
戦後の1950年（昭和25年）には、堀川通に面するように境内地が拡張されている。
平成以降、漫画化・映画化もされた夢枕獏の小説のヒットにより、主人公である安倍晴明のブームが起こり、全国から参拝者が訪れるようになった。晴明歿後千年となる2005年（平成17年）には、安倍晴明千年祭が行われた。
2017年（平成29年）に二の鳥居の社号額が新調され、安政元年（1854年）に土御門晴雄により奉納されたものを忠実に再現したものとなった。
一の鳥居の社号額には、五芒星の社紋が描かれている。

## 祭神
- 主祭神 - 安倍晴明御霊神

## 境内
- 本殿
- 拝所

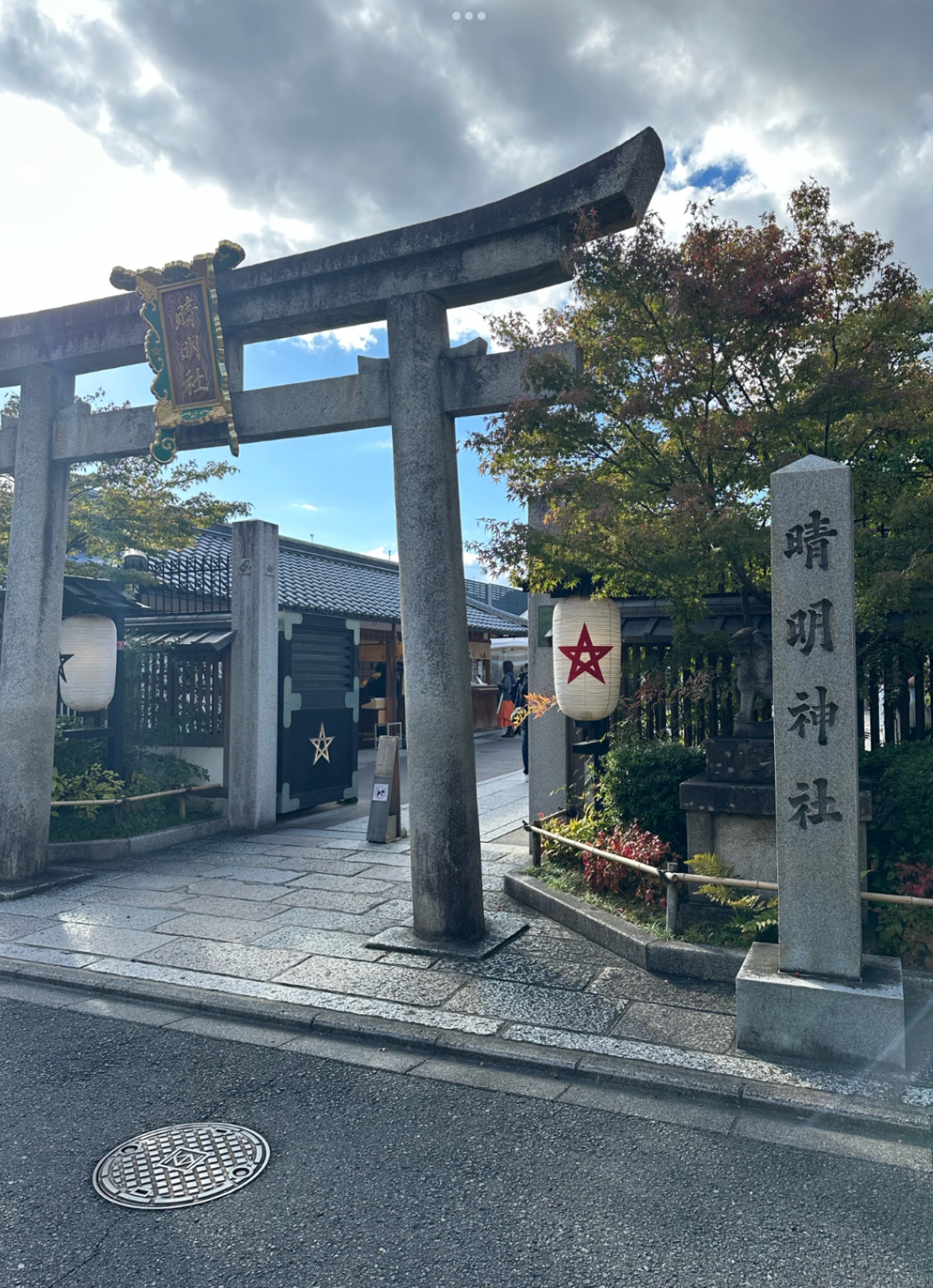
晴明神社四神門

- 三社合祀社：斎稲荷社 - 祭神：宇迦之御魂大神、天満社 - 祭神：菅原道真、地主社 - 祭神：地主神
- 安倍晴明の像
- 社務所
- 絵馬舎
- 四神門
- 一条戻橋 - 1995年（平成7年）に掛けなおされる以前の一条戻橋の親柱や部材を使用して作られた小さな一条戻橋。
- 式神像 - 戻橋ゆかりの式神の石像。
- 神木

### 晴明井

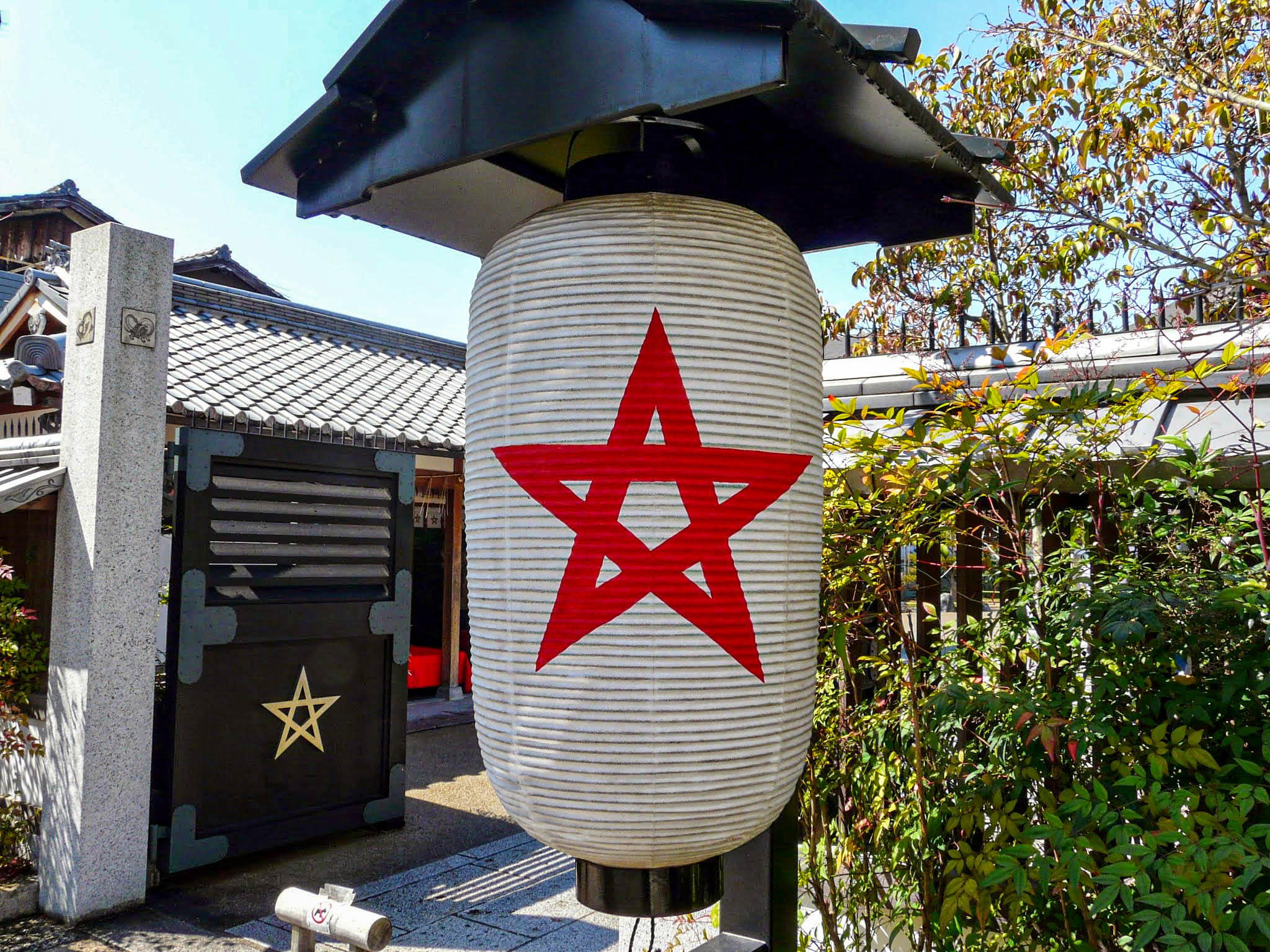
社紋の五芒星が描かれた提灯と四神門

本殿の北には、晴明井といわれる井戸があり、ここから湧く水は晴明水と呼ばれ、晴明の陰陽道の霊力より、湧き出たといわれ、無病息災のご利益があるといわれている。
伝承によれば千利休が茶会において、この井戸から汲んだ水を沸かし、茶の湯として利用していたといわれ、豊臣秀吉もその茶を服されたと伝えられている。
この井戸は五芒星（晴明桔梗）を描き、その取水口がその星型の頂点の一つにあり、立春には、晴明神社の神職がその晴明井の上部を回転させ、その年の恵方に取水口を向けるのが、慣わしとなっている。

### 神木
末社の前には、周りを木製のベンチで囲われた神木があり、樹齢は300年を超えており静かに手を当て、お祈りをするとご利益にあやかれる。

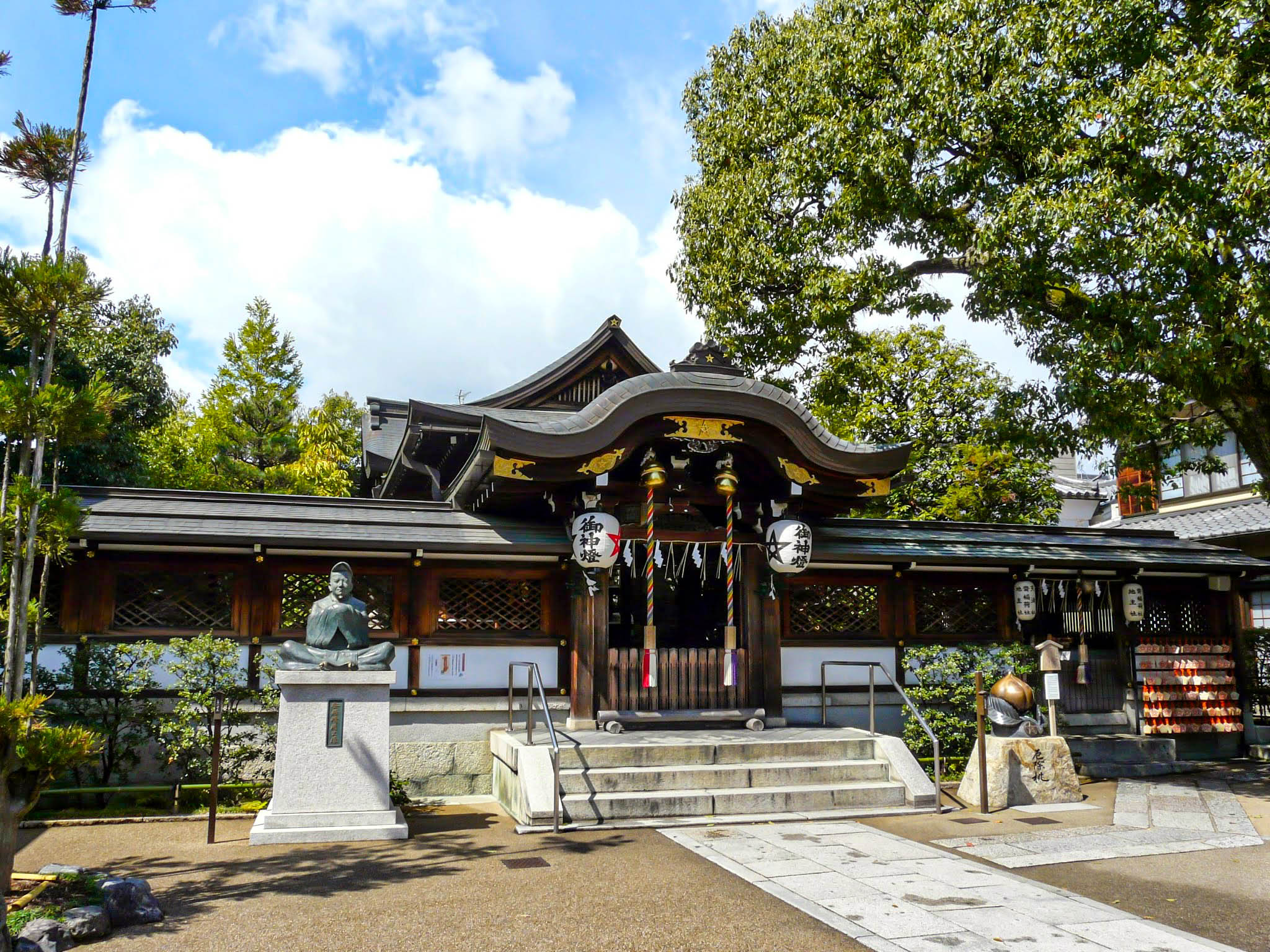
拝所、本殿、境内社（社殿右）、清明像（左）、厄除桃（右）
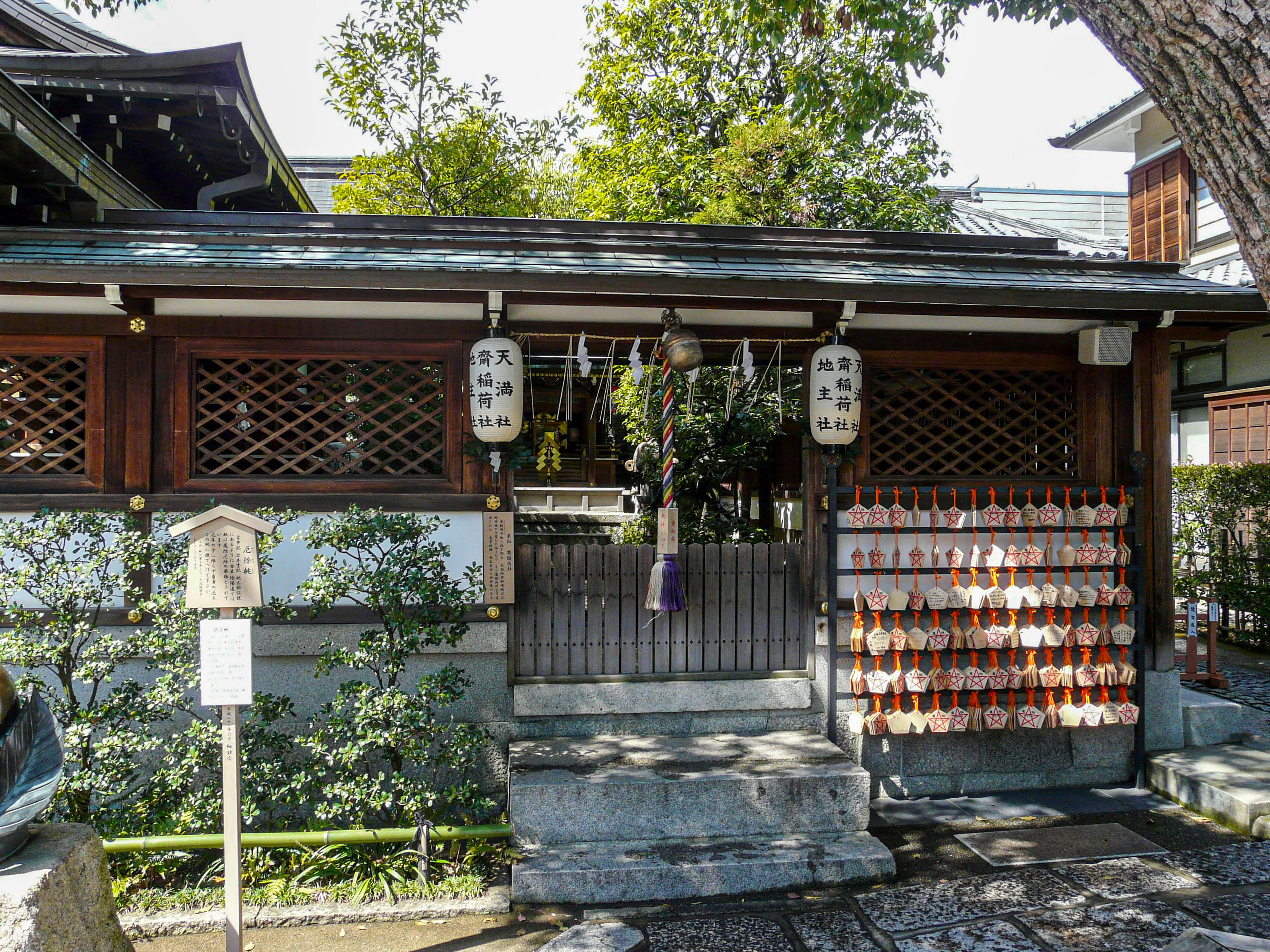
境内社：斎稲荷、天満社、地主社
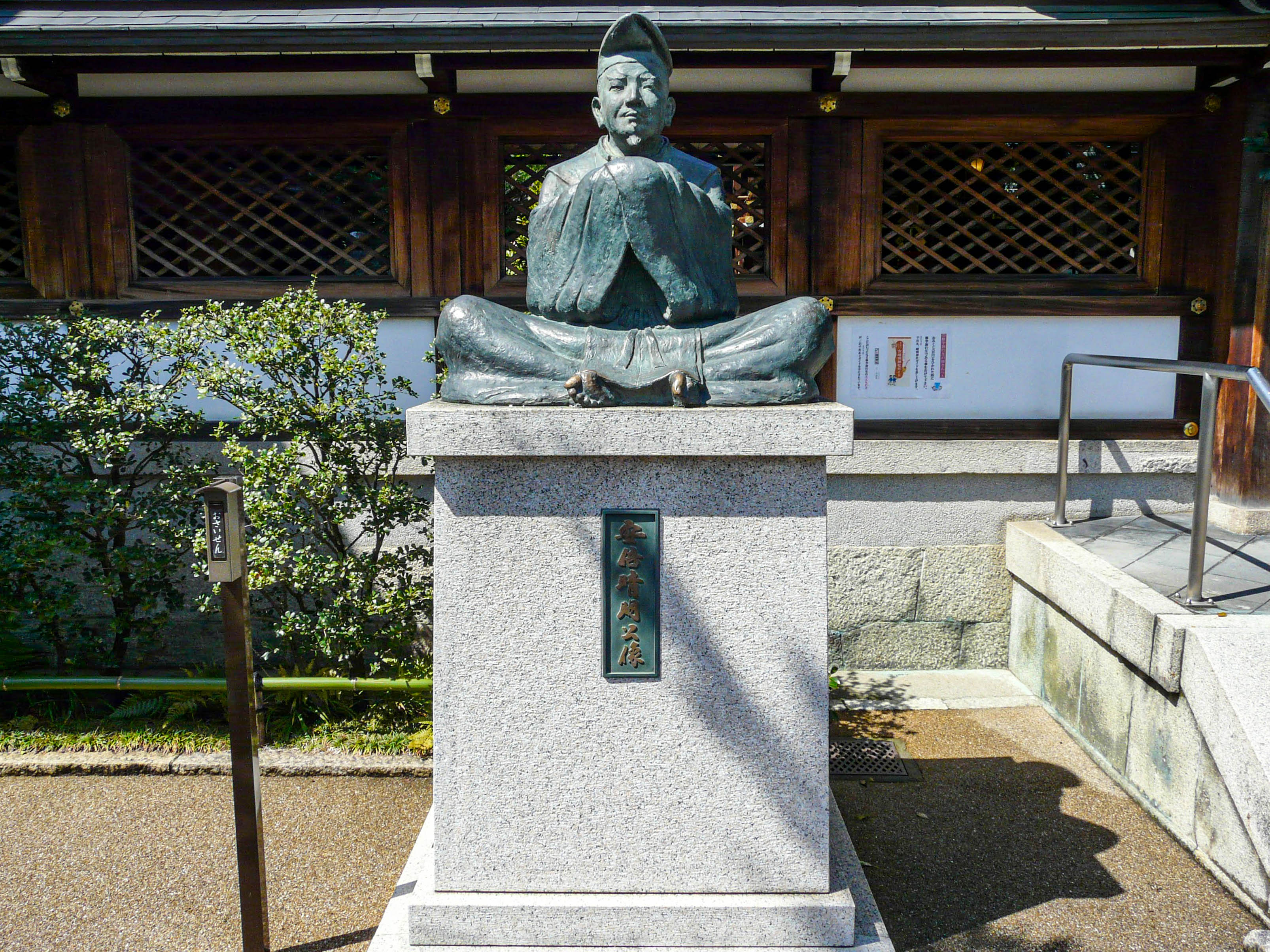
安倍晴明像
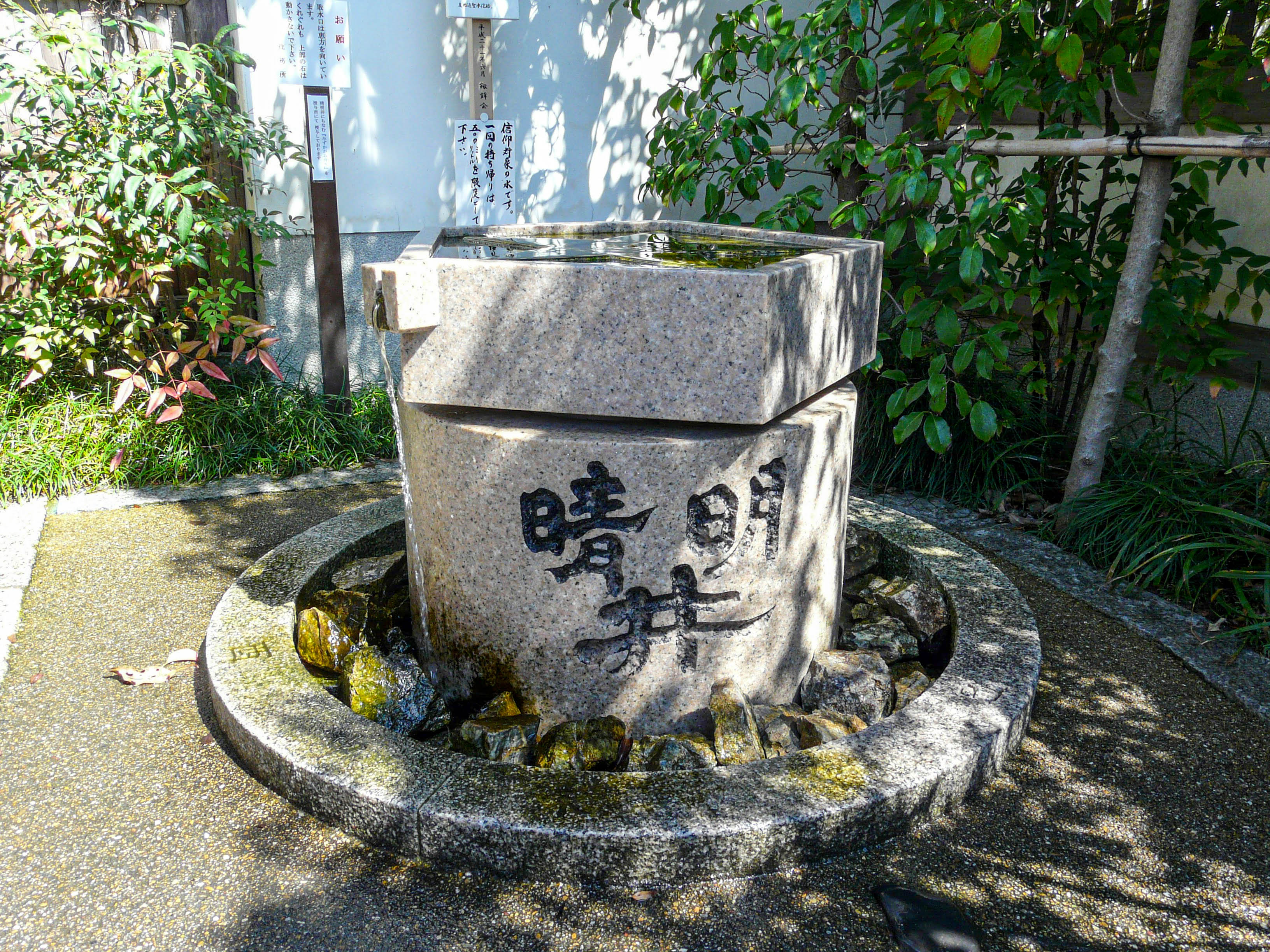
晴明井
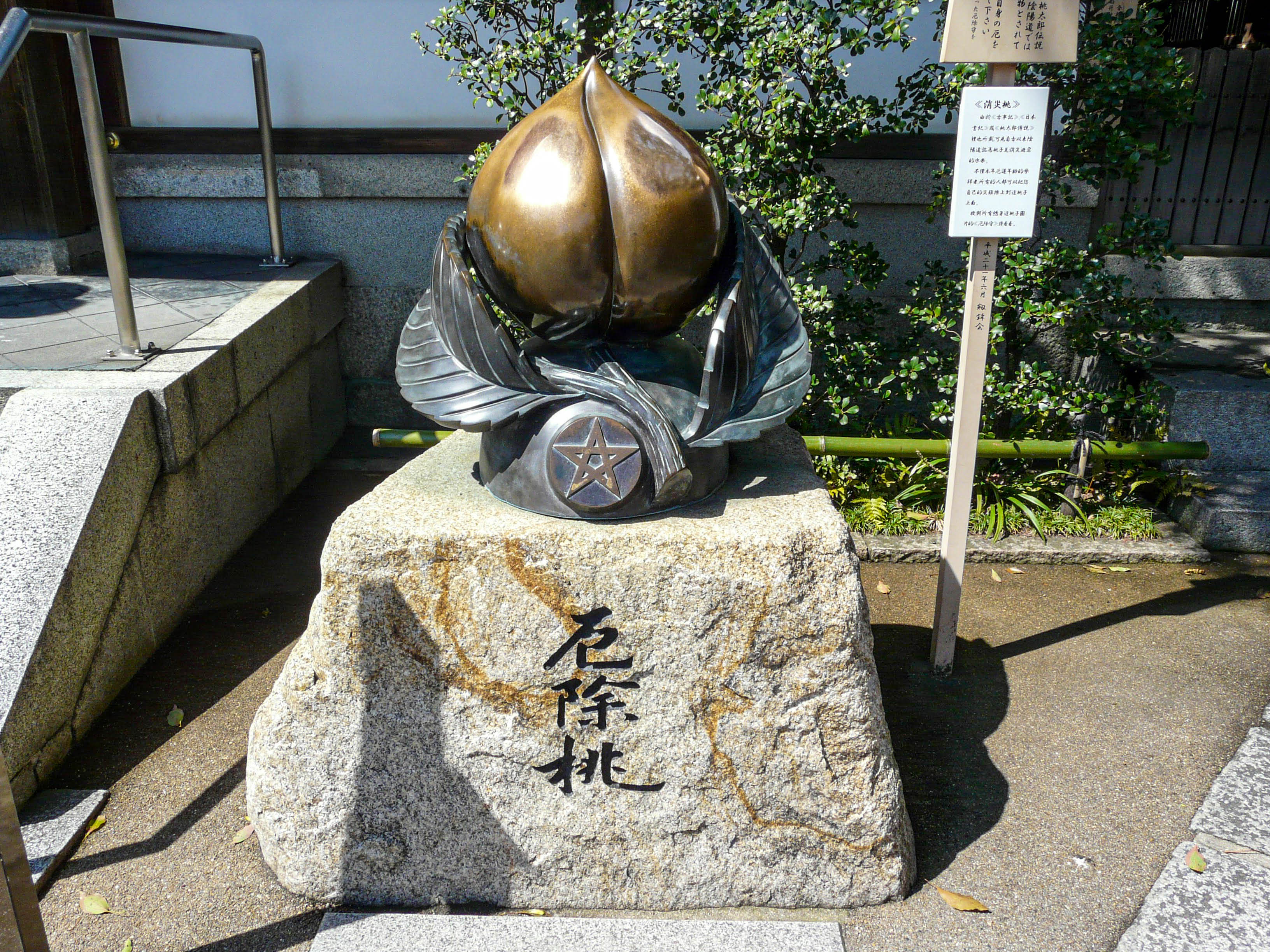
厄除桃
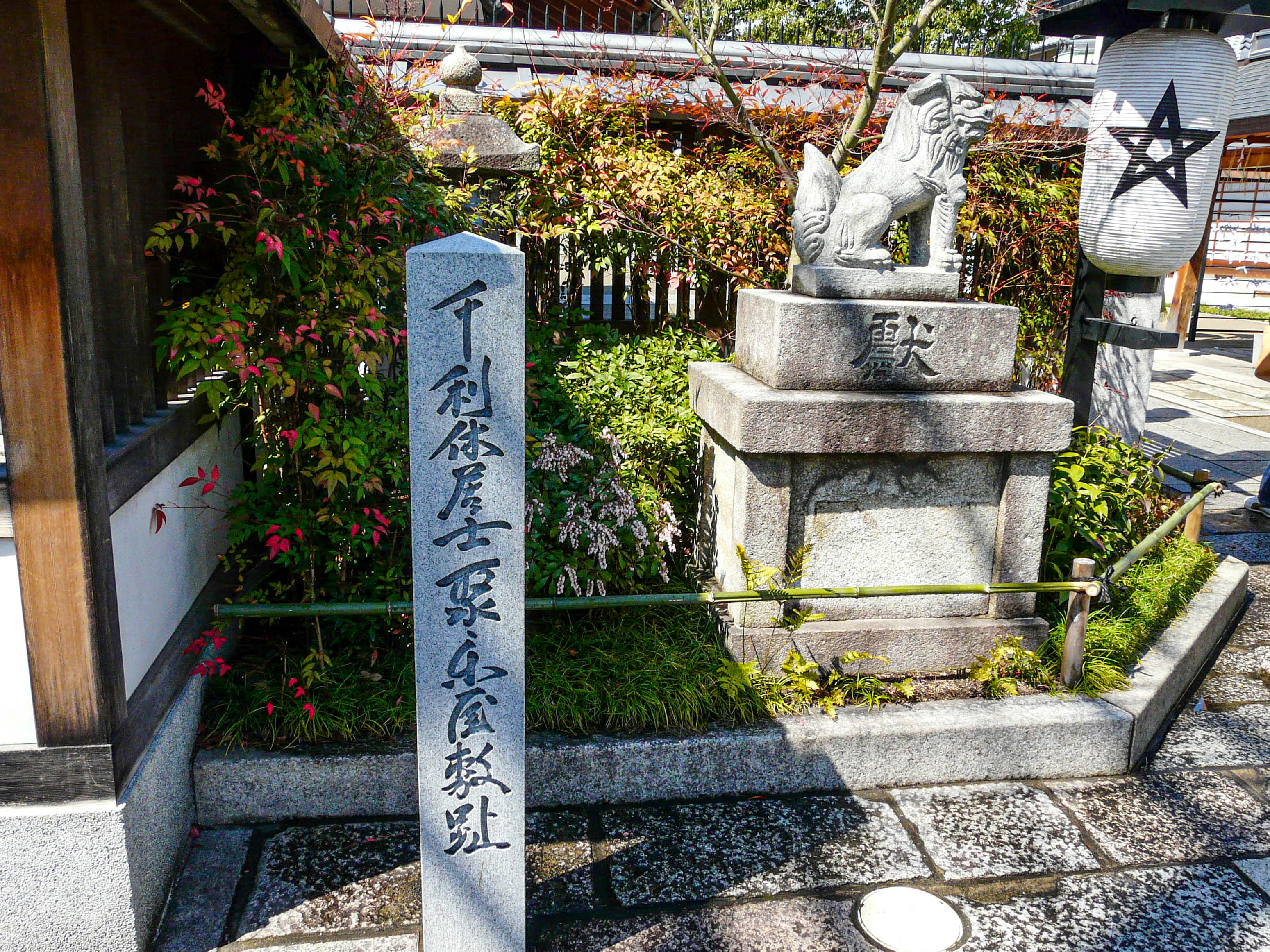
千利休屋敷跡碑
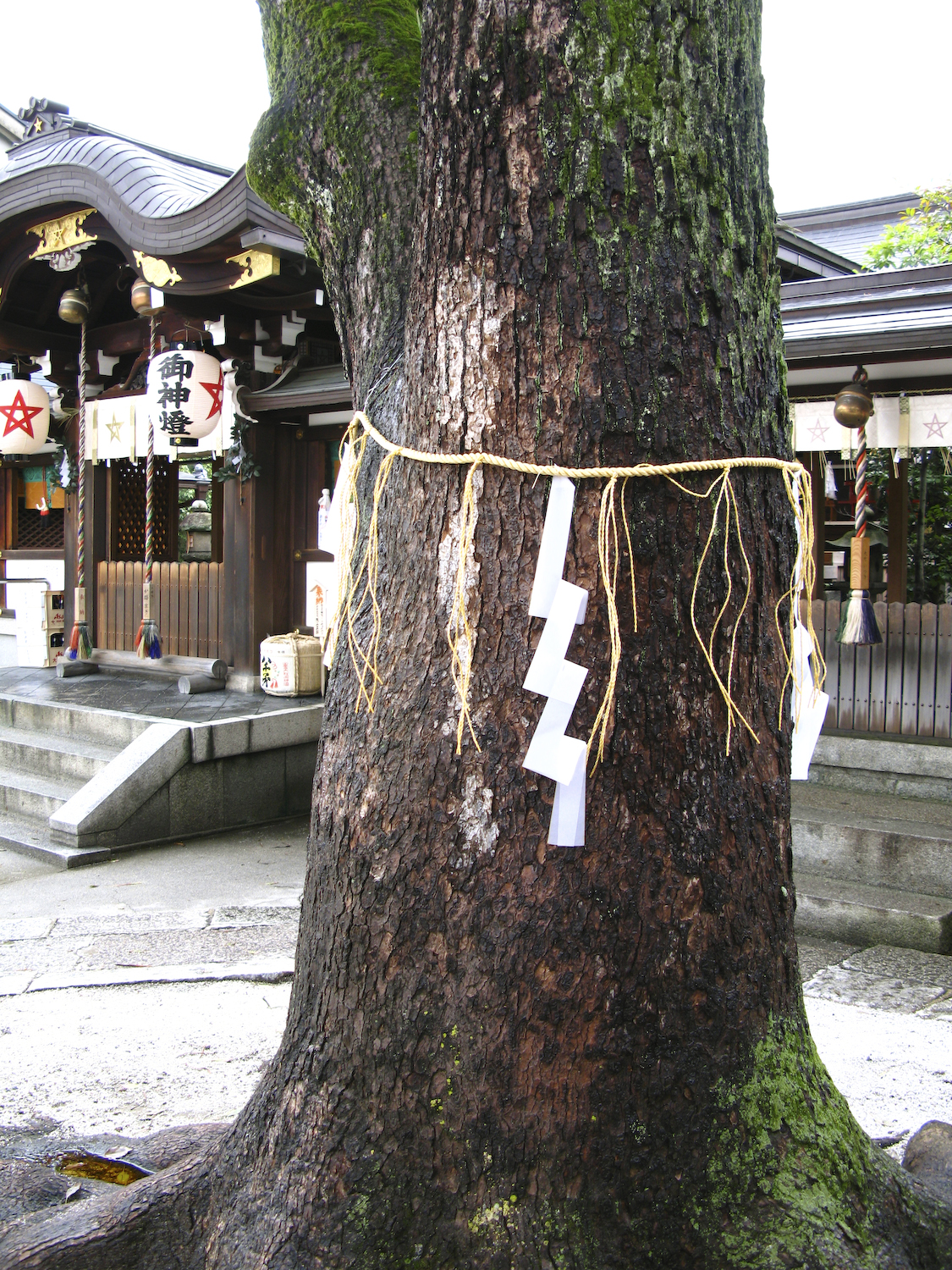
神木
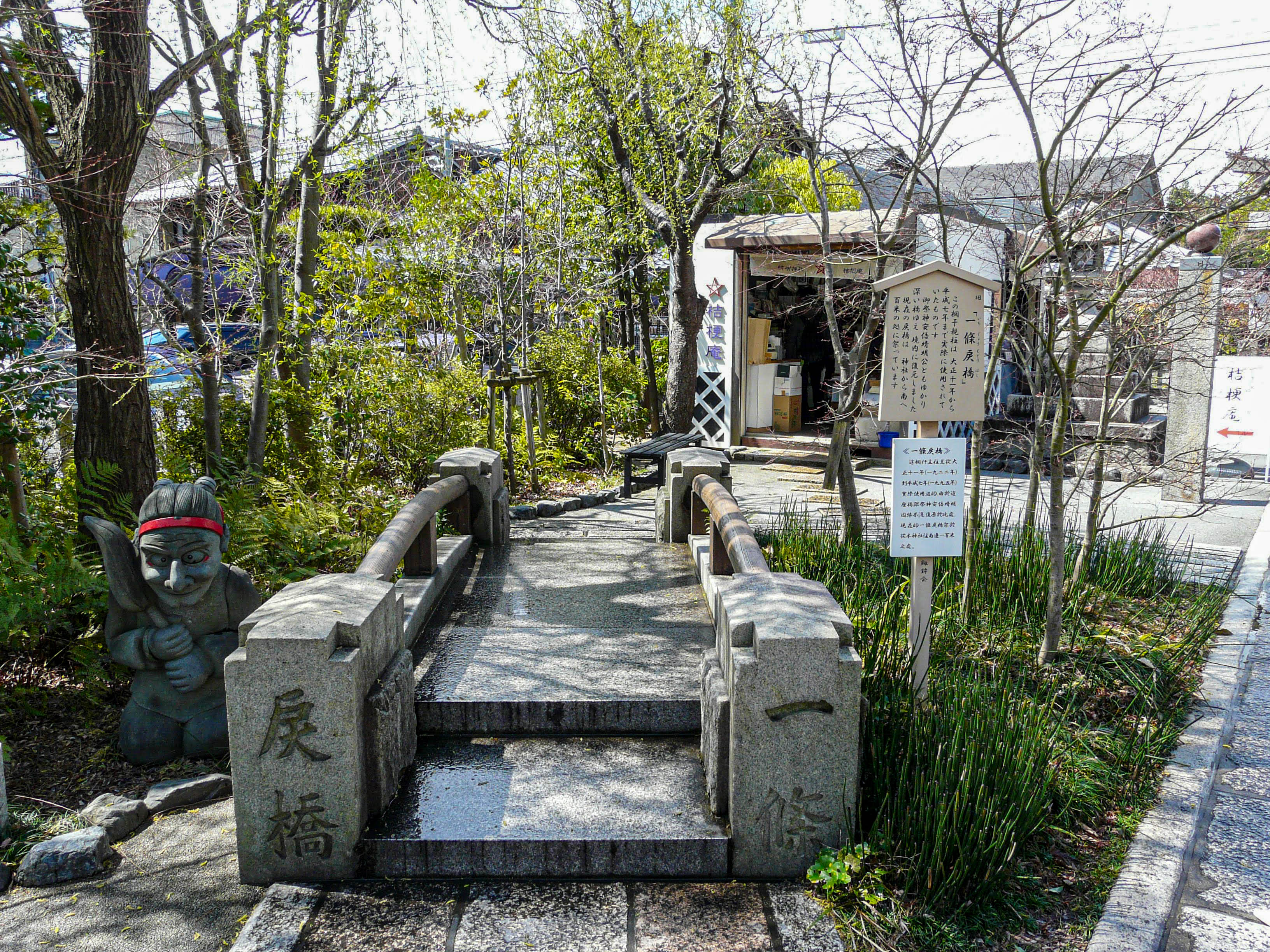
一條戻橋
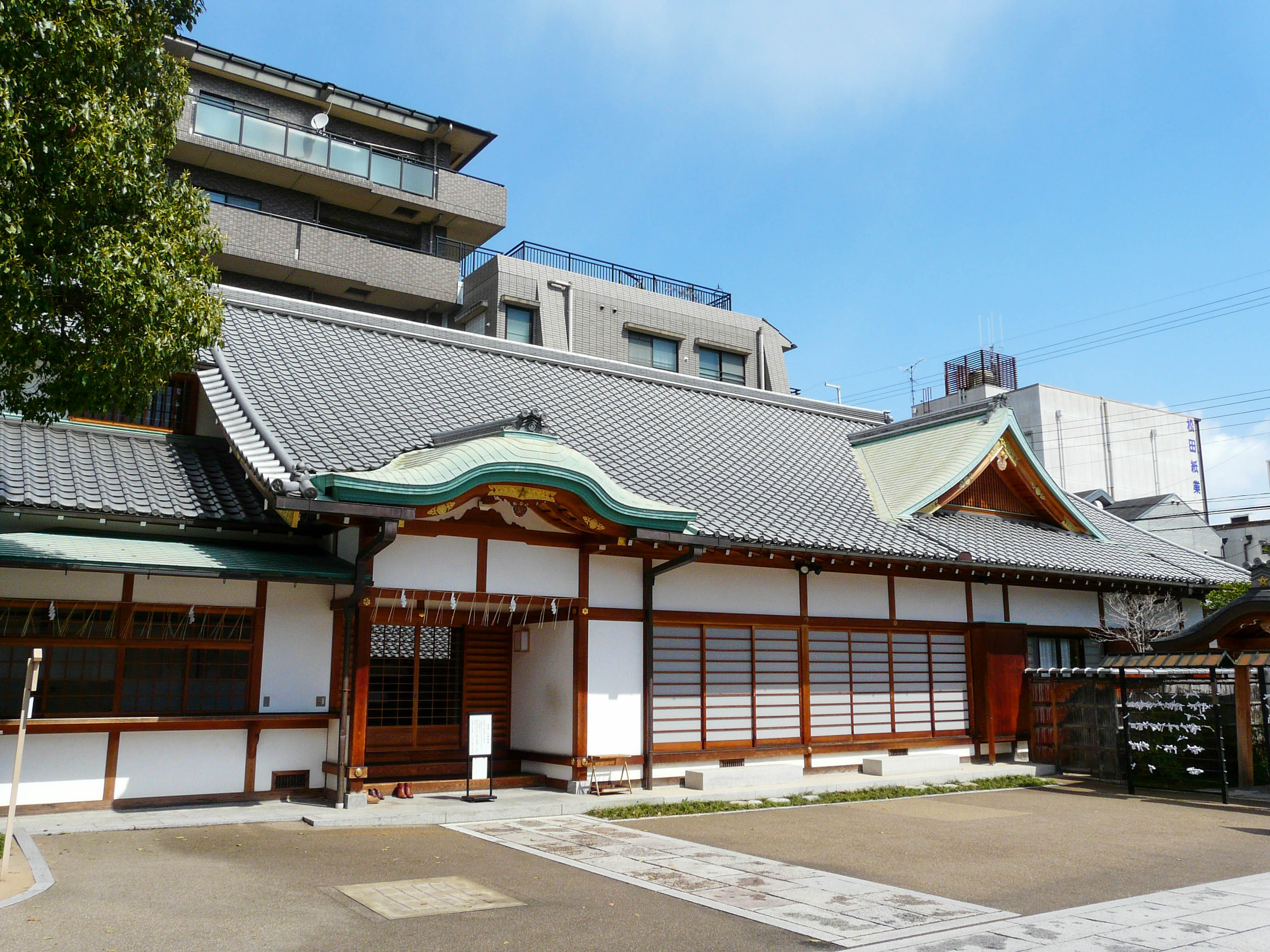
社務所

## 祭事
- 1月1日：新年祭
- 2月節分：節分星祭
- 6月26日：火災除祈願祭
- 9月22・23日：晴明神社祭[6]
  - 前日：宵宮祭
  - 湯立神宮の奉納、迎え提灯の氏子町内行列
  - 当日：例祭、神幸祭
  - 少年鼓笛隊を先駆とし、菊鉾、扇鉾、清風稚児、八乙女などが供奉する神興渡御
- 9月26日：嵯峨墓所祭
- 11月23日：御火焚祭

## 交通
- 最寄駅：京都市営地下鉄烏丸線今出川駅6番出口より西に徒歩12分
- 京福電鉄北野白梅町駅より徒歩25分
- 京阪電鉄出町柳駅より徒歩30分
- 京都市営バス「一条戻橋・晴明神社前」（9・12・67系統）下車すぐ
- 京都市営バス「堀川今出川」（51・59・101・102・201・203系統）下車、南に3分
- 駐車場：あり（有料）100円/20分